# 30 Years A-Greying
30 Years A-Greying er et dobbeltalbum af The Dubliners fra 1992. De medvirkende er Ronnie Drew, Barney McKenna, John Sheahan, Seán Cannon og for første gang som fuldgyldigt medlem Eamonn Campbell. Det er produceret af Eamonn Campbell.
30 Years A-Greying er i stil med 25 Years Celebration, der også indeholder et antal gæsteoptrædener. Denne gang spiller gruppen "Whiskey in the Jar" med The Pogues. Blandt andre der medvirker på dette album er Billy Connolly, De Dannan, Rory Gallagher, Hothouse Flowers og Michael Howard.
Det er det sidste album, hvor Ronnie Drew medvirker som fuldtidsmedlem af gruppen.
Albummet blev genudgivet i 1996, 2003 og i 2008 under samme navn.

## Spor[2]

### CD 1
1. "The Rose" (med Hothouse Flowers)
2. "Eileen Óg"
3. "Jigs – The Fisherman's Lilt/Tobin's Fancy/Peggy's Jig"
4. "The Death of the Bear"
5. "The Galway Shawl"
6. "Jockey to the Fair"
7. "The Pool Song"
8. "Barley and Grape Rag" (med Rory Gallagher)
9. "I'm Asking You Sergeant, Where's Mine" (med Billy Connolly, produceret af Phil Coulter)
10. "The Stone Outside Dan Murphy's Door"
11. "Flowers of Normandy"
12. "Phil the Fluter's Ball"
13. "Bantry Girl's Lament"
14. "Will the Circle Be Unbroken?"
15. "The Auld Triangle"

### CD 2
1. "Sands of Sudan"
2. "The Manchester Rambler"
3. "Drag That Fiddle"
4. "The Call and the Answer" (Phil Colclough)
5. "Boots of Spanish Leather" (med De Dannan)
6. "Hornpipes – The Tailor's Twist/Ryan's Hornpipe"
7. "I'll Tell Me Ma"
8. "Sweet Thames Flow Softly"
9. "Whiskey in the Jar" (med The Pogues)
10. "Deportees" (Woody Guthrie)
11. "Nora"
12. "Reels – Love at the Endings/The Old Bush/The Maids of Castlebar"
13. "Liverpool Lou" (Dominic Behan)
14. "What Will We Tell the Children"
15. "I'm a Man You Don't Meet Every Day"